# Huțuli
Huțulii sau huțanii (în ucraineană гуцули, transliterat huțulî, în poloneză hucuł) sunt un subgrup etnic ce trăiește în Bucovina, Maramureș, Transcarpatia și Pocuția. Huțulii îi spun teritoriului pe care locuiesc Huțulșcina (Гуцульщина), numit în română și Țara Huțulilor.

## Etimologie
Originea denumirii de „huțul” este incertă, fiind considerat că este o referire la stilul de viață ciobănesc semi-nomad sau la locuitorii care au fugit în munți după invazia mongolă.
După istoricul I. Nistor, s-a încercat să se deducă numele de huțul de la Kočuli derivat de la kočiovati care înseamnă „a nomadiza.”

## Origine
S-au formulat diferite păreri cu privire la originea huțulilor. S-a spus că ar fi resturi slavizate de sciți, goți, cumani și mongoli sau un amestec rezultat, după unii, din români și ruteni ori, după a altora, din diferite alte elemente etnice.
Istoricul I. Nistor, susține în cartea sa „Românii și Rutenii în Bucovina”, ediția Academiei Române, din 1915 că aceștia ar fi de fapt ruteni care și-au păstrat nealterată naționalitatea lor până la anul respectivului studiu. Făcând referire la denumirea și originea lor, acesta emite următoarele opinii: 
„[…] Așa s-a putut deci întâmpla ca pribegi ruteni din munții moldovenești de la hotarul Galiției să-și păstreze nealterată naționalitatea lor până în momentul de față. Aceștia sunt Huțanii. Unii aduc numele acesta în legătură cu românescul hoț, ceea ce-mi pare prea puțin verosimil. Cuvântul românesc Huțan e o derivare a cuvântului huțul, nume pe care Huțanii și-l dau ei înșiși. De unde vine acest huțul nu se știe. Derivarea de la Uți (Uzi, n.r.), o seminție cumană, cu care s-a adus în legătură este greu de admis. Numele huțan pare să derive de la un nume topografic, format după analogia lui Moldovan, Ardelean, etc. Patria Huțanilor trebuie căutată în munții Pocuției, de unde aceștia apoi se lățiseră asupra munților Bucovinei. Aceștia adăposteau o populație română foarte rară și de aceea proprietarii acestor munți îi primiau cu drag pe noii oaspeți din Pocuția ruteană. Astfel se strecurară peste hotar azi unul, mîine altul, până ce numărul lor spori la cîteva mii de familiii. La sălășluirea lor în Moldova, Huțanii vorbeau rutenește și erau slavi veritabili, astfel că diferitele ipoteze privitoare la originea lor nu ne importă în acest conex. La trecerea lor în Bucovina ei erau slavi, cari se înțelegeau între olaltă intr-un dialect malorus sau rutean și pentru acest motiv trebuie să-i considerăm ca ruteni și să cercetăm care era portul nostru față de ei.”  „Misterioși și discreți ca și locurile în care și-au ales adăpostul, huțulii rămân o etnie cu origini încă nedefinite. Oameni imprevizibili și adânci ca și pădurile în prejma cărora au supraviețuit, suspicioși și prudenți ca sălbăticiunile codrilor, ei nu-și cunosc istoria. Poate și din cauză că nu obișnuiesc să și-o scrie, fapt întâlnit și la vechii daci... Singura lege le-a fost Dumnezeu, așa cum L-au putut înțelege în sufletele lor răzvrătite și neînduplecate.”  (Casian Balabașciuc, Stranii povestiri huțule)

## Limbă

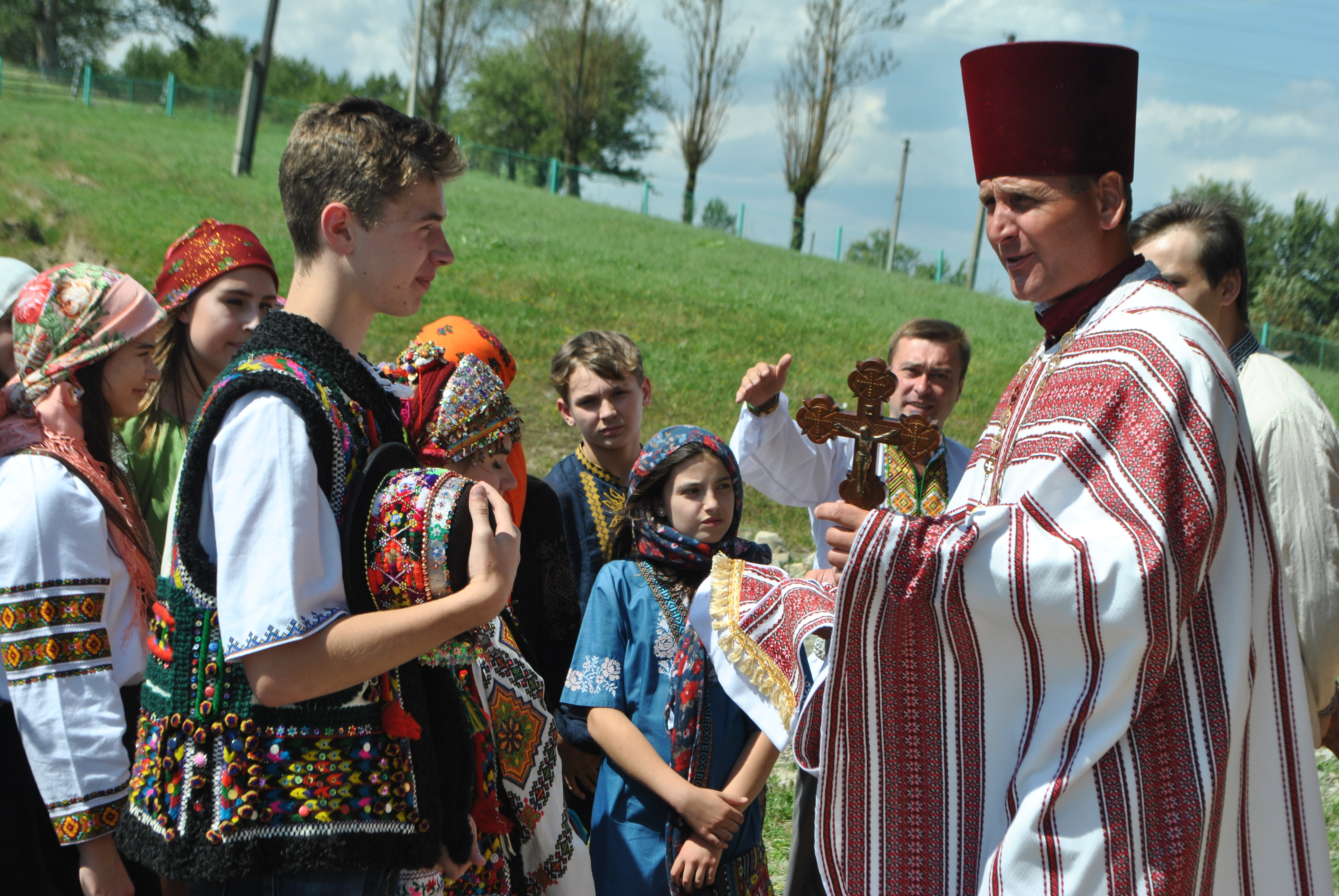
Nuntă la huțulii din Ucraina

Graiul huțul prezintă „din punct de vedere fonetic, un aspect cu totul distinct în cadrul dialectologiei ucrainene”, opinie constatată de I. Patruț, care analizând dialectul huțul din calea superioară a Sucevei constată ca nici măcar în aceasta, mai expusă influențelor românești ulterioare, „nu există aproape nici o trăsătură fonetică românească”, ceea ce îl face pe cercetător să vadă în această populație slavi autentici, neamestecați cu românii.
Istoricii Ion Nistor, R.F. Kaindl, G.V. Asbot, A.Ficker, E.Kolbenheuyer, precum și lingviștii Ion Patruț, Vintilă Mihăilescu, Corneliu și Aspazia Reguș, Ion Robciuc, Ion Lobiuc, Timofie Macovei și numeroși alții, le-au atribuit huțulilor o origine incontestabil slavă, în timp ce L. Wierzbecki, George Bogdan Duica, B. Auerbach se pronunță pentru o categorică deosebire a huțulilor de ruteni, adică de ucraineni.
De multe ori huțulii au fost în mod oficial considerați un subgrup de ucraineni. Cu toate acestea, huțulii nu par a fi o etnie de sine stătătoare. Aceștia par a se înrudi, mai mult cultural decât lingvistic, cu alte populații slavone ce locuiesc în Munții Carpați și în Transcarpatia, și anume cu boikii, rutenii, lemkii și goralii.
Huțulii reprezintă „o enigmă etnologică”, atestată documentar, drept altceva decât românii sau ucrainenii, într-o corografie din 1527, în care se precizează că „rutenii, astăzi, sunt așezați între moldoveni, poloni, tătari și locuitorii munților Carpați”, muntenii („verhovinții”, cum își spun singuri) fiind, deci, o etnie distinctă. În 1541, când se publică, la Viena, „Chorografia Moldovei”, în ediția lui I. Singrenius, se precizează, iar, că rutenii, a căror țară se numește Rusia Roșie sau Galiția, „sunt așezați între moldoveni, poloni, tătari și locuitorii munților Carpați”, iar cum „patria veche a huțanilor a fost Pocuția și regiunea muntoasă a Rusiei subcarpatice”, sinonimia „verhovinți” – locuitori ai munților Carpați pare plauzibilă.

Portul este vizibil distinct de cel al populațiilor învecinate, muzica are unele elemente comune cu cea maghiară, în vreme ce unele obiceiuri își găsesc analogii la alte populații carpatice, cum ar fi maramureșenii vorbitori de română. Huțulii sunt cei care au dus mai departe faima încondeierii ouălor, încrustațiilor în lemn și os, dar și portul popular din zona de munte. După istoricul Mihai Iacobescu, numele populației ar veni de la termenul de huțan, nume dat inițial cailor, extins apoi și utilizat și pentru populație.

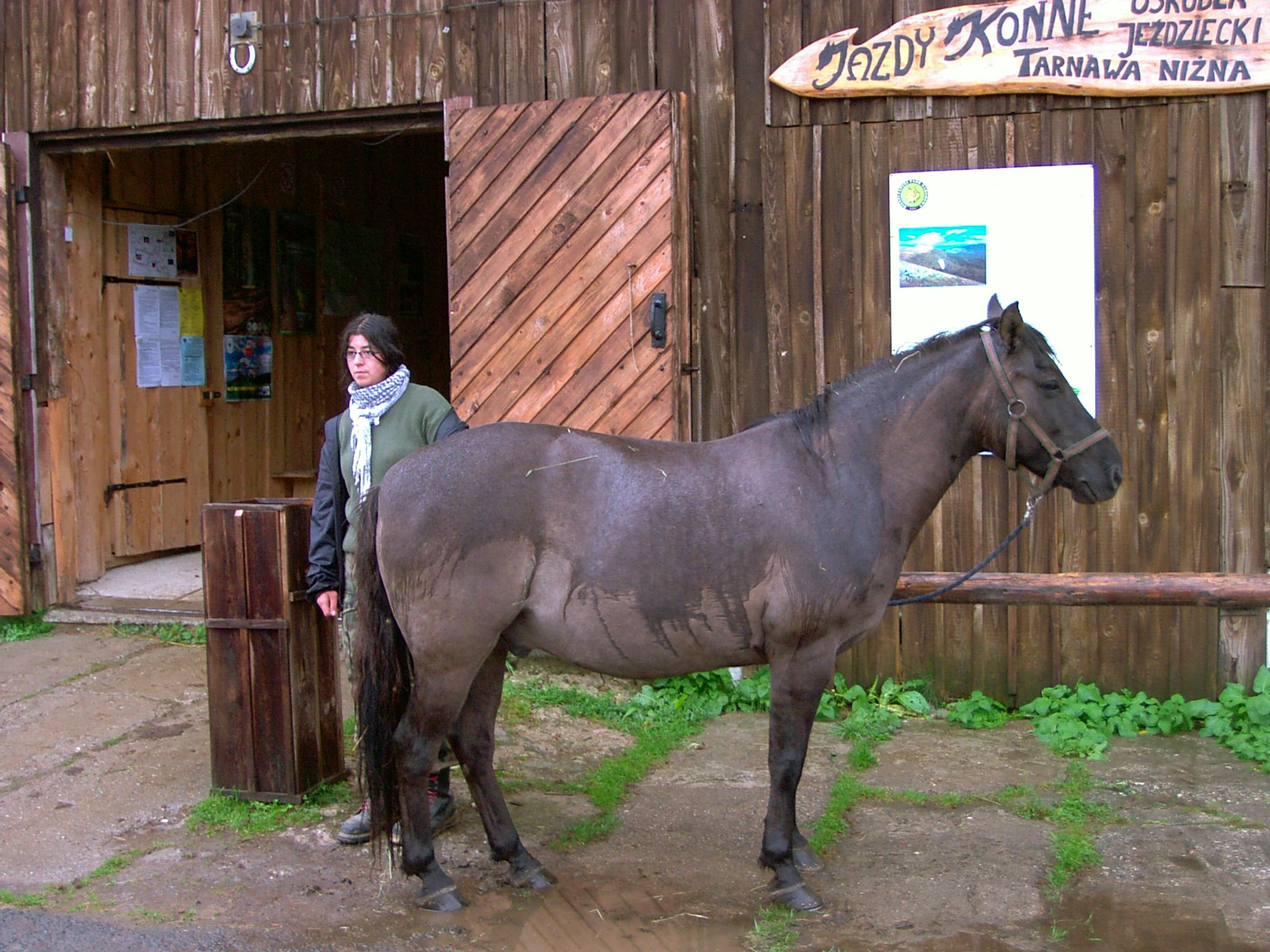
Cal huțul

„Oameni ai pădurilor, înfrățiți cu munții, huțulii își transmit peste veacuri moștenirea cea mai de preț, libertatea. În mâinile lor pricepute lemnul prinde forme utile și începe să cânte cu voce de cetină legănată de vânt. Aproape de pădure și de Dumnezeu, această etnie viețuiește trainic, în comuniune cu natura nealterată, păstrându-și tradițiile și poveștile. Sunt meșteri iscusiți huțulii, vânători neîntrecuți, buni crescători de vite și cunoscători ai legilor pădurii. Deși simpli în viețuire, au o reală înclinație către frumos, desprinsă din estetica naturii. Încondeierea ouălor este o preocupare de căpetenie a femeilor. Decorarea harnașa-mentelor, a tarnițelor pentru călărie, a vaselor din lemn din gospodărie, arată că sufletul huțul, pe cât e de mândru, pe atât este de sensibil și înțelege viața ca pe o manifestare a frumosului. Tainele culorilor naturale sunt și astăzi cunoscute și folosite de femei. Bărbații sunt meseriași recunoscuți în construirea caselor de lemn și se bucură de clipele de răgaz sculptând în lemn de paltin ori de tei sau de arin.”

## Religie
Huțulii sunt creștini ortodocși de rit nou sau de rit vechi. Deși în viața de zi cu zi se întâmplă să încalce învățăturile bisericești, mentalitatea lor înclinând către acea libertate de conștiință care le permite aproape orice manifestare izbucnită din propria personalitate, mândri și nepăsători față de reguli, ei respectă totuși cu strășnicie sărbătorile și participă la slujbele religioase. La cele două mari evenimente creștine de peste an, Crăciunul și Paștele se adună cu mic, cu mare la biserică în mod deosebit.
Deși canoanele bisericești interzic cu strășnicie magia neagră, huțulii au fost mereu depozitarii unor mari mistere legate de vrăjitorie, fiind cunoscuți ca foarte buni cunoscători ai acestor practici. Poate că modul lor de viață legat de singurătatea munților și de atmosfera tenebroasă a codrilor copleșiți de cețuri le-a sporit renumele de vrăjitori. Povești și amintiri ale bătrânilor huțuli aduc în atenție frecvent evenimente legate de practici oculte, întâmplări greu de crezut, dar mărturisite cu atâta convingere încât pot pune pe gânduri pe oricine. De magia neagră a huțulilor se leagă poveștile cu demoni, cu duhuri ale pădurilor, dar și practici cum ar fi influențarea destinului, legarea sau dezlegarea unor blesteme, anihilarea dușmanilor, luarea manei de la vite, sporirea sau distrugerea avutului, teleportarea oamenilor.

## Huțulii în România
În România, huțulii locuiesc în comunele Brodina, Breaza, Cârlibaba, Moldova-Sulița, Moldovița, Izvoarele Sucevei, Vatra Moldoviței și Ulma (din județul Suceava) și în comunele Bistra, Poienile de sub Munte, Repedea, Rona de Sus și Ruscova (din județul Maramureș) și în satele și cătunele aferente. Conform recensământului românesc din 1930, în România în interiorul granițelor sale la acea vreme, inclusiv în nordul Bucovinei, în prezent o parte a Ucrainei, existau 12.456 de huțuli. Conform recensământului din România din 1941, pe lângă populația în cea mai mare parte (51,2%) autoidentificată din punct de vedere etnic ca ucrainieni din Bucovina de Nord, aproape toți cei 6.767 de locuitori ai plasei Seletin se autoidentificau ca etnici huțuli, nu ucrainieni. 
Lingvistul Eugen Lozovan a descris peste 300 de nume de locuri românești în spațiile locuite de huțuli în Carpații Păduroși: Bahnyszora, Padurowatyj, Munczeluk, Kiczera, Brusturak, etc.
În România, huțulii dispun de o organizație proprie, Uniunea Generală a Etniei Huțule, care a inițiat Festivalul Huțulilor, la Herghelia Lucina din comuna Moldova-Sulița, celebră pentru caii de rasă huțulă crescuți acolo. Festivalul a devenit o manifestație anuală, ținută de obicei în prima duminică din iulie. 
Conform reprezentanților huțulilor, aceștia au preferat să se declare români pentru a evita asimilarea de către ucraineni.
În județul Maramureș, huțulii dispun de organizație neguvernamentală reprezentativă denumită Fundația Ucrainenilor Huțuli din România, înregistrată în anul 1998. Aceasta are ca scop cunoașterea, conservarea și promovarea culturii tradiționale (tradiții, istorie, valori culturale) huțule, precum și promovarea dialogului între etniile din România. Membrul fondator și președintele executiv al organizației este Vasile Popovici, din localitatea Repedea, Maramureș. Anual, în ultima sâmbătă și duminică a lunii iulie, în localitatea Repedea, județul Maramureș, fundația organizează festivalul Internațional de etnografie și folclor „Huțulii”, făcând parte din programul cultural prioritar al Consiliului Județean Maramureș.